# Império Italiano
O Império Colonial Italiano, ou simplesmente Império Italiano (em italiano: Impero Italiano) compreende as colônias, protetorados, concessões, dependências e mandatos do Reino da Itália, sob domínio monarca da família real da Casa de Saboia, depois da República Italiana, fundado após a Itália juntar-se a outras potências europeias no estabelecimento de colônias no exterior durante a partilha da África. A Itália moderna, como um estado unificado, só se formou em 1861. Por esta altura, França, Espanha, Portugal, Grã-Bretanha e Holanda já possuíam grandes impérios há várias centenas de anos. Uma das últimas áreas remanescentes abertas à colonização foi no continente africano. Nele, ocorreu a gênese do Império Colonial italiano com a compra em 1869 da cidade costeira de Assab, usando uma companhia comercial; em 1882 esse território foi tomado pelo governo italiano, se tornando o primeiro território ultramarino italiano.
Até o início da Primeira Guerra Mundial em 1914, a Itália tinha anexado a Eritreia, a Somália, a Líbia e as ilhas do Dodecaneso. Também foi uma das concessionárias europeias em Tianjin. A Itália foi derrotada em sua primeira tentativa de conquistar a Etiópia na Primeira Guerra Ítalo-Etíope de 1895-1896 com a Etiópia recebendo armas modernas e apoio da Rússia e da França, mas conseguiu conquistá-la na Segunda Guerra Ítalo-Etíope de 1935-1936. Durante a Primeira Guerra Mundial, o exército italiano capturou a Albânia, que foi declarada um protetorado italiano em 1917, e, até o fim das hostilidades em novembro de 1918, tinha capturado a parte inteira da Dalmácia que havia sido garantida para a Itália pelo Tratado de Londres. Os aliados da Entente forçaram o país a ceder grande parte de seu território capturado na Dalmácia para o novo estado da Jugoslávia, com a Itália só mantendo a cidade de Zara (atual Zadar). Em 1920, também pressionaram a Itália para retirar seu exército da Albânia.
O governo fascista sob o ditador italiano Benito Mussolini, que chegou ao poder em 1922, procurou aumentar o tamanho do império ainda mais. No final de 1930, a intenção de Mussolini de aumentar o poder e a influência da Itália, procurando romper a aliança anglo-francesa por ser mais conciliatório e de cooperação com a Grã-Bretanha, sendo agressivo com a França. A Itália ficou ao lado da Alemanha durante a Segunda Guerra Mundial, inicialmente com sucesso. O país ocupou a Albânia, parte da Grécia, Croácia, Eslovênia e parte do Egito, com assistência militar alemã após campanhas vacilantes na Grécia e na África do Norte. no entanto, com o decorrer da Segunda Guerra Mundial, a Itália perdeu todas as suas colônias na África para as forças aliadas e depois com a capitulação da Itália, todos as colônias na África e as conquistas territoriais na Europa desde a Primeira Guerra Mundial lhe foram tiradas. A Itália administrou a Somália Italiana usando um mandato das Nações Unidas com a finalidade de atingir a sua independência, o que ocorreu na década de 1960, encerrando a experiência colonial italiana após cerca de 80 anos.

## História

### Antecedentes
No período das grandes navegações do século XV, alguns países europeus começaram a estender os seus domínios ao ultramar e a criar os seus próprios impérios coloniais resultando na colonização europeia da América operada pelos impérios da Espanha, Portugal, França e Países Baixos. Os estados da península Itálica não participaram de tais expansões, mas se limitaram a personagens como Américo Vespúcio e Cristóvão Colombo. Em 29 de maio de 1537, os Estados Papais e o Papa Paulo III publicaram a bula Veritas Ipsa  (conhecida como Sublimis Deus) na qual condenava duramente a escravidão dos povos ameríndios (indiferentemente se os últimos fossem católicos ou não) por parte dos colonizadores, ameaçando os transgressores com a excomunhão. Fernando I, Grão-Duque da Toscana fez a única tentativa de um estado italiano de criar colônias nas Américas, organizando em 1608 a Expedição de Thorton para o território que agora é o norte do Brasil, sob o comando do capitão inglês Robert Thornton. No entanto, Thornton ao retornar da viagem preparatória em 1609 (ao rio Amazonas) recebeu a notícia da morte de Fernando e o seu sucessor, Cosme II de Médici, abandonou o projeto.

### Corrida por um império

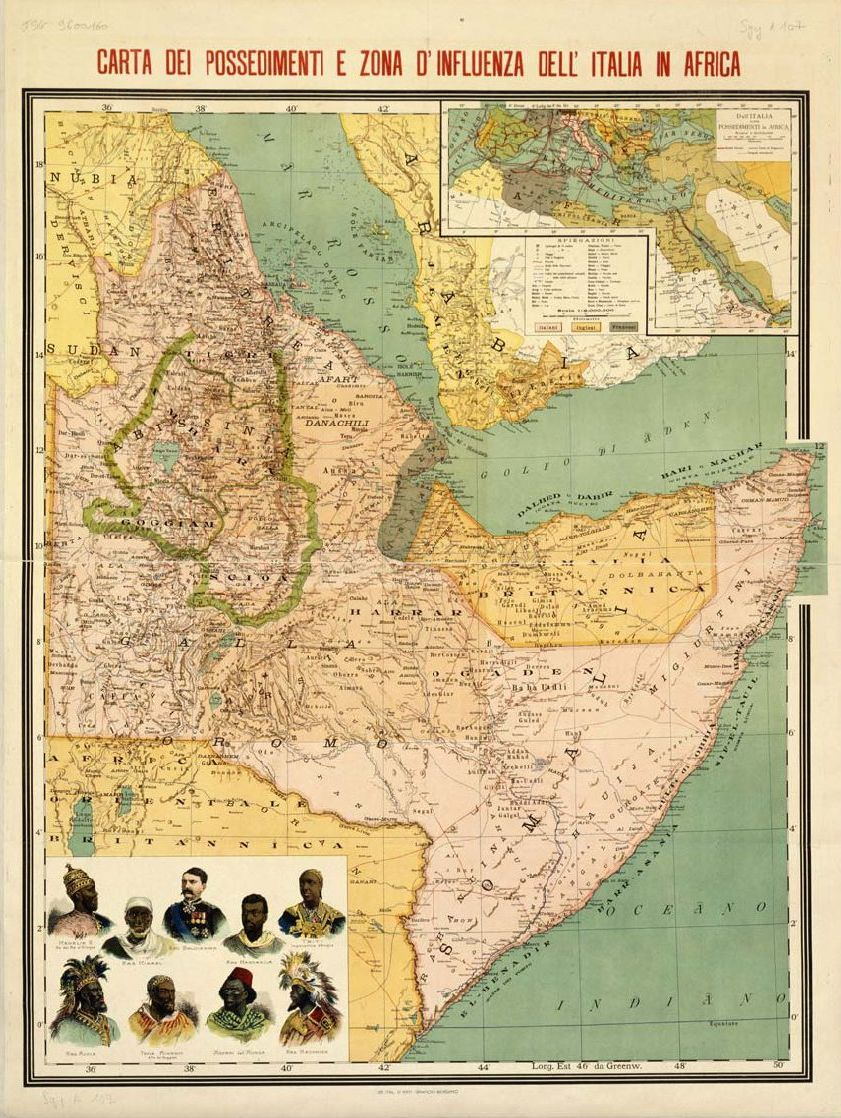
Possessões e área de influência italianas no Chifre da África em 1896

A Unificação Italiana trouxe consigo a ideia de que a Itália merecia o seu próprio império ultramarino, junto das outras potências da Europa e reascendeu a noção de mare nostrum. No entanto, a Itália chegou tarde à corrida colonial e a sua relativa fraqueza pragmaticamente significou que a nação dependia da concordância de potências maiores como o Reino Unido, França e a Império Alemão durante a aquisição do seu império.
Na África ao fim de 1861, Cavour fez uma tentativa pouco conhecida, logo rebatida por ingleses e franceses, de criar uma pequena colônia, inicialmente comercial, na costa da Nigéria e na ilha portuguesa de Príncipe.
Ao fim de 1869, o explorador Emilio Cerruti foi mandado a Nova Guiné para reportar a respeito do local e lidar com a população nativa, obtendo bons resultados para a criação de uma eventual colônia comercial ou penal, mas o temor de se tornar inimiga do Reino Unido e dos Países Baixos fez tudo cair por terra. Cerruti, de fato retornou em 1870 a Florença com rascunhos de tratados firmados com os sultões das ilhas Aru, Kai e Balscicu da Nova Guiné, onde eles aceitavam a soberania italiana (Cerruti chegou a tomar posse de alguns setores da costa sul e ocidental da ilha de Nova Guiné em nome da Itália). Em 1883, o governo italiano pede ao governo britânico, por via diplomática, se havia aceitado a possibilidade da ilha de Nova Guiné se tornar uma colônia italiana. Com a resposta negativa britânica, a Itália abandonou qualquer tentativa de colonização da ásia banhada pelo oceano Pacífico.

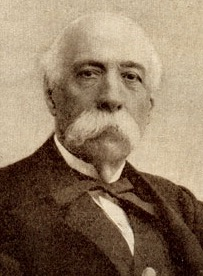
Francesco Crispi promoveu o colonialismo italiano na África no fim do século XIX.

O país já considerava a província otomana da Tunísia, onde uma grande comunidade de italianos tunisianos vivia, dentro da sua esfera de influência. Ela não considerou anexá-la até 1879, quando se tornou aparente que a Grã-Bretanha e a Alemanha estavam encorajando a França a adicioná-la entre as suas possessões coloniais no Norte da África. Uma oferta de última hora foi feita à Itália para dividir a Tunísia entre os dois países foi recusada; dessa forma a França, confiante no suporte alemão, ordenou que suas tropas marchassem da Argélia Francesa, impondo um protetorado na Tunísia em maio de 1881 com o Tratado de Bardo O choque da "granada tunisiana" como a imprensa italiana chamou e o senso de isolação da Itália na Europa levou-a a buscar aliados.
Desde o reinado de Vítor Emanuel (1820-1878), rei da Sardenha, e depois rei de Itália, a monarquia italiana, temendo uma intervenção militar da França (devido à rivalidade entre o Estado italiano e o Vaticano), vinha solicitando há algum tempo uma aliança com o Império Alemão. O chanceler alemão Otto von Bismarck impôs como condição para esta se realizar uma Tríplice Aliança, com o Império Austro-Húngaro igualmente envolvido. A partir daqui, os destinos destas potências, bem como os dos seus adversários, estiveram interligados. Um dos aspectos marcantes da política deste período passava por África, e pela aquisição de novos territórios além-mar, onde se prolongava a rivalidade internacional sentida na Europa. Após a ocupação da Tunísia pela França em 1881, concluía-se a aliança, quando na Itália reinava já Humberto I.
A procura italiana por colônias continuou sem resultados práticos até fevereiro de 1886, quando por um acordo secreto com o Reino Unido, ela anexou o porto de Maçuá na costa do mar Vermelho do decadente Império Egípcio. A anexação italiana de Maçuá negou ao Império Etíope de Yohannes IV uma saída ao mar e preveniu qualquer expansão da Somalilândia Francesa. Ao mesmo tempo, a Itália ocupou território no sul do Chifre da África, formando o que se tornaria a Somália Italiana. No entanto a Itália cobiçava a Etiópia em si e em 1887, o primeiro-ministro italiano Agostino Depretis ordenou uma invasão. Essa invasão foi detida depois da perda de cinco mil soldados italianos na Batalha de Dogali. O primeiro-ministro Francesco Crispi, sucessor de Depretis, assinou o Tratado de Wuchale em 1889 com Menelik II da Etiópia, o novo imperador. O tratado cedia território etíope ao redor de Maçuá para a Itália formar a colônia da Eritreia Italiana, e ao menos na versão italiana, fazia da Etiópia um protetorado italiano. As relações a Itália e Menelik II se deterioraram nos anos seguintes até que se expressaram na Primeira Guerra Ítalo-Etíope em 1895, quando Crispi ordenou que as tropas italianas adentrassem o país. Pobremente equipados e vastamente excedidos em número, a guerra culminou em uma decisiva derrota italiana pelas forças etíopes na Batalha de Adwa. Os etíopes foram auxiliados com equipamento militar e conselheiros de guerra russos, além do suporte de uma unidade de voluntários russos. As baixas totalizaram 6 889 no lado italiano junto com os ascaris, incluindo 4 133 italianos. Os etíopes contaram ao menos 4 mil mortos e 10 mil feridos. O total de mortes por parte de soldados eritreus, italianos e somalianos, incluindo morte por doença, são estimadas em cerca de 9 mil.
Com a subida ao trono de Vítor Emanuel III da Itália em 1900, registrou-se uma inflexão na política italiana. Apesar da renovação da Tríplice Aliança em 1902, a Itália, por influência inglesa, reaproximou-se da França. E os resultados passaram a ser mais animadores. A partir de então, com o caminho livre, conseguiram apoderar-se de territórios até aí sob o domínio do Império Otomano, como sucedeu com a Tripolitânia. Em 7 de setembro de 1901, uma concessão em Tianjin foi cedida ao Reino da Itália pela China Imperial. Ela foi administrada pelo cônsul em Tianjin. Vários navios da Regia Marina Italiana
tinham Tianjin como base.
Uma onda de nacionalismo que varreu a Itália na virada do século XX levou à fundação da Associação Nacionalista Italiana, que pressionou para a expansão do Império da Itália. Jornais foram preenchidos com falas de revanche pelas humilhações sofridas na Etiópia ao fim do século anterior e nostalgia pela era do Império Romano. A Líbia, como uma ex-colônia romana, deveria ser "tomada de volta" para providenciar uma solução aos problemas de crescimento populacional do Sul da Itália. Temerosa de ser excluída do norte da África pelos impérios britânico e francês e atenta à opinião popular, a Itália agiu; o primeiro-ministro Giovanni Giolotti ordenou uma declaração de guerra ao Império Otomano, do qual a Líbia fazia parte, em outubro de 1911. Como resultado da Guerra Ítalo-Turca, a Itália ganhou a Líbia e as ilhas do Dodecaneso. Uma característica marcante dessa guerra no deserto na Líbia em 1912 foi o primeiro uso na história de veículos blindados de combate e emprego significante de guerra aérea. Nove aeronaves italianas voaram missões de combate e suporte curante a campanha. A primeira morte de um piloto na história ocorreu quando uma aeronave caiu durante uma sortida de reconhecimento.

### Primeira Guerra Mundial e após

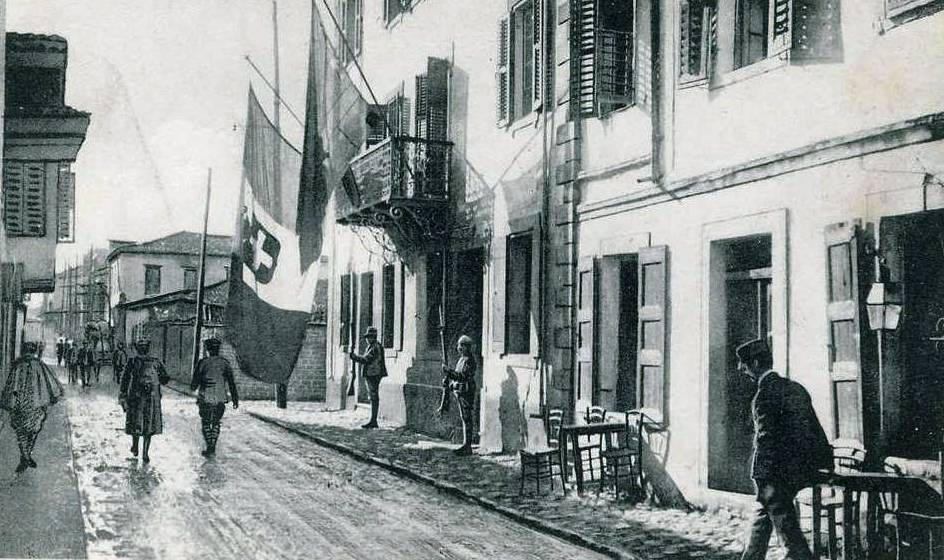
A bandeira da Itália suspensa ao lado da bandeira albanesa na sacada da prefeitura italiana em Vlorë, Albânia

Em 1915, a Itália concordou em entrar na Primeira Guerra Mundial ao lado da França e do Reino Unido, em retorno, o Pacto de Londres garantia territórios à Itália na Europa e no caso do ganho de colônias alemãs pelos Aliados, os italianos também receberiam a sua parcela.
Antes da intervenção direta na Primeira Guerra Mundial, a Itália ocupou o porto albanês de Vlorë no verão de 1914. No outono de 1916, a Itália começou a ocupar o sul da Albânia e as forças italianas recrutaram albaneses para servir com elas. A Itália, com a permissão do comando aliado, ocupou o Epiro do Norte em 23 de agosto de 1916, forçando o exército grego neutralista a retirar as suas forças ocupação de lá. Em junho de 1917, a Itália proclamou a Albânia central e sul como seu protetorado, enquanto o norte foi dado aos estados de Sérvia e Montenegro. Em 31 de outubro de 1918, as forças franco-italianas expulsaram o exército austro-húngaro da Albânia. Entretanto, em 1920 uma rebelião eclodiu na Albânia, a Guerra de Vlora, levando os italianos a concordarem em retornar o território ocupado para a Albânia, com exceção da Ilha Sarzan.
A Dalmácia era uma região estratégica durante a Primeira Guerra Mundial, tanto a Itália quanto a Sérvia tinham intenções de capturá-la do controle austro-húngaro. O Tratado de Londres garantia à Itália o direito de anexar grandes porções da Dalmácia pela participação italiana no lado aliado. Em 5 e 6 de novembro de 1918, as forças italianas reportarem terem chegado a Vis,  Lagosta, Sebenico e outras localidades na costa dálmata. Ao fim das hostilidades em novembro de 1918, os militares italianos já haviam tomado o controle de toda a porção da Dalmácia que era destinada à Itália de acordo com o Tratado e em 17 de novembro também apreenderam Fiume. Em 1918, o almirante Enrico Millo declarou-se governador italiano da Dalmácia. Gabriele d'Annunzio, famoso nacionalista italiano, suportou a tomada da Dalmácia e procedeu para Zara (atual Zadar) em um navio de guerra italiano em dezembro de 1918. No entanto, com a conclusão do Tratado de Versalhes em 1919, a Itália recebeu menos na Europa do que lhe foi permitido, e nenhuma colônia no ultramar. Em abril de 1920, britânicos e italianos concordaram que a Jubalândia seria dada a Itália como compensação, mas a Grã-Bretanha atrasou o acordo, usando isso como chantagem para forçar a Itália a ceder o Dodecaneso para a Grécia

### Fascismo

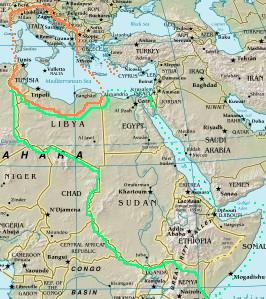
Projeto fascista de um império desde o Egito até a Somália (limites em verde). Território já anexado como parte integral da Itália (e não apenas uma colônia ou território) em laranja

Em 1922, o líder do movimento fascista italiano Benito Mussolini, tornou-se primeiro-ministro da Itália, após a Marcha sobre Roma. Mussolini resolveu a questão da soberania sobre o Dodecaneso no Tratado de Lausanne de 1923, que formalizou a administração italiana de ambos Líbia e as ilhas gregas do Dodecaneso, em troca de um pagamento para a Turquia, o Estado sucessor do Império Otomano, ainda que ele tenha falhado em uma tentativa de extrair um mandato de uma parte do Iraque, da Grã-Bretanha.
No mês seguinte a ratificação do Tratado de Lausanne, Mussolini ordenou a invasão da ilha grega de Corfu, após o assassinato de um general italiano na fronteira greco-albanesa. A imprensa italiana apoiou o movimento, observando que Corfu tinha sido uma possessão da República de Veneza por quatrocentos anos. Embora o assunto fosse levado pela Grécia para a Liga das Nações, Mussolini conseguiu resistir à pressão, e foi apenas a ameaça de guerra pela Grã-Bretanha que o convenceu a evacuar as tropas italianas, em troca de indenizações da Grécia. O confronto sobre Corfu e a determinação óbvia da Itália em nunca desistir da soberania do Dodecaneso, levou a Grã-Bretanha e Itália a resolverem a questão da Jubalândia em 1924: ela foi incorporada à Somália Italiana.
Para o oeste da Itália, os fascistas alegaram que os territórios da Córsega, Nice, e Saboia mantidas pela França, eram terras italianas.
Durante o fim da década de 1920, a expansão imperial se tornou um tema cada vez mais favorecido nos discursos de Mussolini. Dentre as aspirações de Benito, estava a de tornar a Itália o poder dominante no Mediterrâneo que seria capaz de desafiar a França ou o Império Britânico, assim como obter acesso ao oceano Atlântico e oceano Índico. Para ele, a Itália precisava de acesso incontestado aos oceanos e rotas rotas marítimas para assegurar a sua soberania nacional. Isso foi elaborado em um documento que ele fez em 1939 chamado de " A Marcha aos Oceanos", e incluiu gravação oficial de um encontro no Grande Conselho do Fascismo. Esse texto declarava que a posição marítima determinava a independência de uma nação: país com acesso livre ao alto mar eram independentes; enquanto que aqueles que não tinham, não eram. A Itália, que só tinha acesso ao Mediterrâneo sem permissão francesa ou britânica, era apenas uma "nação semi-independente" e alegou que era um "prisioneira do Mediterrâneo":
| “ | "As barras dessa prisão são Córsega, Tunísia, Malta e Chipre. Os guardas dessa prisão são Gibraltar e Suez. Córsega é uma pistola apontada para o coração da Itália; Tunísia é para a Sicília. Malta e Chipre constituem uma ameaça a todas as nossas posições no mediterrâneo ocidental e oriental. A Grécia, Turquia e Egito estão prontos para formar uma corrente com a Grã-Bretanha e completar o cerco político-militar da Itália. Assim, a Grécia, Turquia e o Egito devem ser considerados inimigos vitais da expansão italiana ... O objetivo da política italiana, que não pode ter, e nem tem objetivos continentais de um território europeu com exceção da Albânia, é primeiro de tudo, quebrar as barras dessa prisão ... Uma vez que as barras forem quebradas, a política italiana só poderá ter um lema: Marchar pelos oceanos." | ” |

Nas Bálcãs, o regime fascista clamou a Dalmácia e manteve ambições sobre toda a costa do mar Adriático usando como base argumentativa a dominação romana nessas regiões. A Dalmácia e Eslovênia seriam diretamente anexadas à Itália, enquanto que o restante dos Bálcãs seria transformado em estados clientes.
Em 1932 e 1935, a Itália exigiu mandatos na Liga das Nações com a antiga colônia alemã dos Camarões e mão livre na Itália por parte da França em retorno pelo suporte italiano contra a Alemanha. Isso foi recusado pelo primeiro-ministro francês Édouard Herriot, que ainda não estava preocupado o suficiente com relação a ressurgência alemã. A resolução falha da Crise da Abissínia levou à Segunda Guerra Ítalo-Etíope, na qual a Itália derrotou o Império Etíope e o anexou ao seu próprio império formando a África Oriental Italiana ao fundir suas colônias no Chifre da África.
A posição da Itália com relação à Espanha mudou entre as décadas de 1920 e 1930. O regime fascista mantinha antagonismo com relação à Espanha devido à política externa em prol dos franceses de Primo de Rivera. Em 1926, Mussolini começou a ajudar o movimento separatista catalão, que era liderado por Francesc Macià, contra o governo espanhol. Com a ascensão da governo republicano de esquerda substituindo a monarquia espanhola, os monarquistas e fascistas espanhóis se aproximaram da Itália pedindo por ajuda para derrubar o governo republicano; a Itália concordou e deu suporte em ordem de estabelecer um governo pró-italiano.
Em julho de 1936, Francisco Franco da facção nacionalista na Guerra Civil Espanhola pediu suporte contra a facção republicana no poder e garantiu que se a Itália apoiasse os nacionalistas as "futuras relações seriam mais que amigáveis" e que o suporte italiano "iria permitir que a influência de Roma prevalecesse sobre a de Berlim nas futuras políticas da Espanha". A Itália interveio na guerra civil com a intenção de ocupar as ilhas Baleares e criar um estado cliente na Espanha. O controle sobre as ilhas era cobiçado devido a sua posição estratégica, a Itália poderia usar as ilhas como uma base para cortar as linhas de comunicação entre a França e suas colônias no norte africano e entre Gibraltar e Malta. Depois da vitória por Franco e os nacionalistas na guerra, a inteligência Aliada foi informada de que a Itália estava pressionando a Espanha para permitir uma ocupação italiana das ilhas Baleares.
Depois do Reino Unido assinar os Acordos de Páscoa anglo-italianos em 1938, Mussolini e o ministro do exterior Ciano fizeram demandas para a concessões no Mediterrânea por parte da França, particularmente com relação ao Djibuti, Tunísia e o canal de Suez administrado pelos franceses. Três semanas depois, Mussolini disse a Ciano que ele tinha intenção de exigir uma tomada italiana da Albânia. Mussolini proferiu que a Itália só poderia "respirar facilmente" se adquirisse um domínio colonial contínuo na África do Atlântico ao Índico e que 10 milhões de italianos tivessem se instalado. Em 1938 a Itália exigiu uma esfera de influência no canal de Suez no Egito, especialmente pedindo que a Companhia do Canal de Suez aceitasse um representante italiano no seu conselho de administração.  A Itália era contrária ao monopólio francês na empresa porque com a Companhia do Canal de Suez sob domínio francês, todo o tráfico mercante italiano a colônia da África Oriental Italiana era forçado a pagar pedágio para entrar no canal.
A região da Albânia era parte do Império Romano, sendo dominada antes mesmo de algumas seções do norte da península Itálica pelos romanos, mas que era povoada há muito tempo pelos albaneses. Em 1939, a Itália invadiu e capturou a Albânia, fazendo dela parte do Império Italiano como um reino separado em união pessoal com a Coroa Italiana, mesmo com a Itália tendo ligações fortes com a liderança albanesa e a considerando firmemente dentro da sua esfera de influência. É possível que Mussolini apenas quisesse um sucesso espetacular sobre um vizinho menor para se igualar a absorção da Áustria e da Checoslováquia pela Alemanha. O rei italiano Vítor Emanuel III adquiriu o título de Rei da Albânia e um governo fascista sob Shefqet Verlaci foi estabelecido na Albânia sob domínio italiano.

### Segunda Guerra Mundial
Mussolini entrou na Segunda Guerra Mundial ao lado de Adolf Hitler com planos de aumentar as possessões territoriais da Itália. Ele tinha planos de anexar uma parte da Iugoslávia ocidental, sul da França, Córsega, Malta, Tunísia, parte da Argélia, um porto atlântico no Marrocos, Somalilândia Francesa, Egito Britânico e o Sudão. Mussolini também mencionou a Italo Balbo suas ambições em capturar territórios franceses e britânicos nos Camarões e fundar um "Camarões italiano", na esperança de que a Itália finalmente conseguisse uma colônia na costa atlântica da África.
Em 10 de junho de 1940, Mussolini declarou guerra ao Reino Unido e França; ambos os países já estavam em guerra com a Alemanha desde setembro do ano anterior. Em julho de 1940, o conde Ciano, Ministro do Exterior italiano, apresentou a Adolf Hitler um documento com as demandas italianas que incluíam: a anexação de Córsega, Nice e Malta; protetorado na Tunísia e uma zona tampão na Argélia; independência com presença militar italiana no Líbano, Palestina, Síria e Transjordânia, assim como expropriação das companhias de petróleo nesses territórios; ocupação militar do Áden, Perim e Socotorá. O Chipre seria dado à Grécia em troca por Corfu e Ciamuria que seriam dadas à Itália. A Itália também receberia a Somalilândia Britânica, África Equatorial Francesa até o Chade. Ciano também adicionou durante o encontro que a Itália queria também Quênia e Uganda. Hitler aceitou o documento sem comentar.
Em outubro de 1940, Mussolini ordenou a invasão da Grécia pelas suas forças estacionadas na Albânia, mas a operação não obteve sucesso. Em abril de 1941, a Alemanha lançou a Invasão da Iugoslávia e então invadiu a Grécia. A Itália e outros aliados alemães apoiaram ambas as ações. Os exércitos alemão e italiano tomaram a Iugoslávia em duas semanas e apesar da ajuda britânica na Grécia, as tropas do Eixo ocuparam o país pelo fim de abril. Os italianos ganharam controle sobre porções da Grécia e da Iugoslávia ocupadas. Um membro da Casa de Saboia, Príncipe Aimone, Duque de Aosta foi apontado como rei do recentemente criado Estado Independente da Croácia.
Durante o ápice da Batalha da Grã-Bretanha, os italianos lançaram a Invasão italiano do Egito na esperança de capturar o canal de Suez. Em 16 de setembro de 1940, os italianos avançaram 96 km borda adentro. No entanto, em dezembro, os britânicos lançaram a Operação Compasso e por volta de fevereiro de 1941, os britânicos cercaram e capturaram o 10° Exército Italiano e entrado na Líbia. A intervenção alemã impediu a queda da Líbia e as forças combinadas do Eixo empurraram os britânicos novamente para o Egito até o verão de 1942, antes de serem parados em El Alamein. Na Operação Tocha, a intervenção aliada contra a França de Vichy nos Marrocos e Argélia criaram uma campanha com duas frentes. As forças italianas e alemãs entraram na Tunísia no fim de 1942 em responda, no entanto, as forças no Egito foram logo forçadas a fazer uma retirada para a Líbia. Em maio de 1943, as forças do Eixo na Tunísia foram forçadas a se renderem.
A Campanha do Leste Africano começou com avanços italianos no Quênia, Somalilândia Britânica e Sudão. No verão de 1940, as Forças Armadas Italianas conquistaram com sucesso toda a Somalilândia britânica. Mas na primavera de 1941, as forças britânicas contra-atacaram e empurraram os italianos para dentro da África Oriental Italiana. Em 5 de maio, Haile Selassie retornou a Adis Abeba para reclamar o seu trono. Em novembro, a última resistência italiana terminou com a Batalha de Gondar. Entretanto, mesmo com a rendição da África Oriental, algumas forças italianas continuaram com a Guerra de guerrilha italiana na Etiópia, que durou por mais dois anos.
Em novembro de 1942, quando os alemães ocuparam a França de Vichy durante o Caso Anton, a área da Ocupação italiana da França foi expandida com a incorporação da Córsega.

### Fim do império

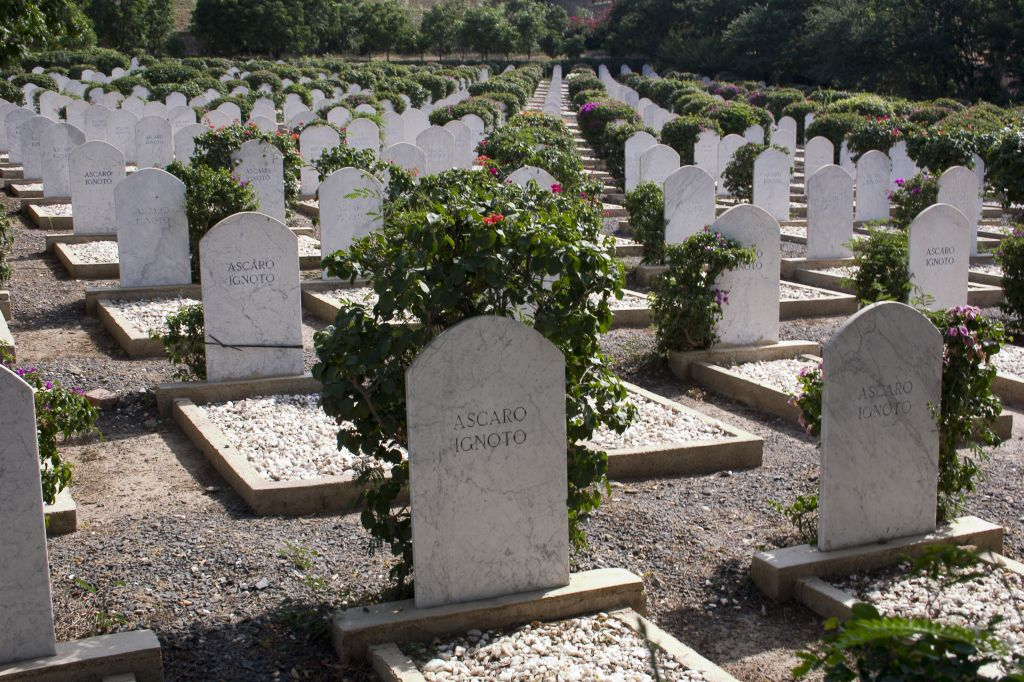
Cemitério de guerra italiano em Keren, na Eritreia

No outono de 1943, o Império Italiano e todos os sonhos da Itália Imperial efetivamente chegaram a um fim. Em 7 de maio, a rendição das forças do Eixo na Tunísia e outras perdas quase contínuas por parte da Itália, levou o rei Vítor Emanuel III a planejar a remoção de Mussolini. Seguindo a invasão aliada da Sicília, todo o suporte de Mussolini se evaporou. Um encontro do Grande Conselho do Fascismo ocorreu em 24 de julho, impôs um voto de desconfiança a Mussolini. O Duce foi subsequentemente deposto e preso pelo rei na tarde seguinte. Mais tarde, Mussolini continuou como prisioneiro do rei até 12 de setembro, quando foi resgatado sob ordens de Hitler por paraquedistas alemães e se tornou líder da República Social Italiana recém estabelecida.
Depois em 25 de julho, o novo governo italiano sob o regime do Rei e do Marechal de Campo Pietro Badoglio continuou externamente como parte do Eixo. Mas secretamente, ele iniciou as negociações com os Aliados. Na véspera do desembarque americano em Salerno, que começou com a Invasão Aliada da Itália, o novo governo italiano assinou o Armistício de Cassibile com os Aliados. Em 8 de setembro, o armistício se tornou público; os territórios que estavam sob domínio italiano na Albânia, Iugoslávia e Dodecaneso dentro outros foram invadidos e tomados com sucesso pelas forças alemãs e encerraram a ocupação italiano. Durante a Campanha do Dodecaneso, uma tentativa Aliada de retomar as ilhas do Dodecaneso com cooperação das tropas italianas terminou em uma vitória total alemã. Na China, o exército imperial japonês ocupou a concessão italiana em Tianjin depois da notícia do armistício. Depois em 1943, a República Social Italiana formalmente cedeu controle da concessão ao estado fantoche japonês na China, o governo nacionalista de Nanquim sob Wang Jingwei.
Em 1947, a República Italiana formalmente perdeu todos os seus territórios ultra-marinhos como resultado do Tratado de Paris. Houve discussões para manter a Tripolitânia (uma província da Líbia Italiana) como uma última colônia italiana, mas não obtiveram sucesso. Em novembro de 1949 a Somalilândia foi feita um Mandato das Nações Unidas sob administração italiana. Essa administração durou até 1 de julho de 1960, quando a Somalilândia Italiana adquiriu a sua independência e junto com a Somalilândia Britânica, formou a Somália.

## Legado

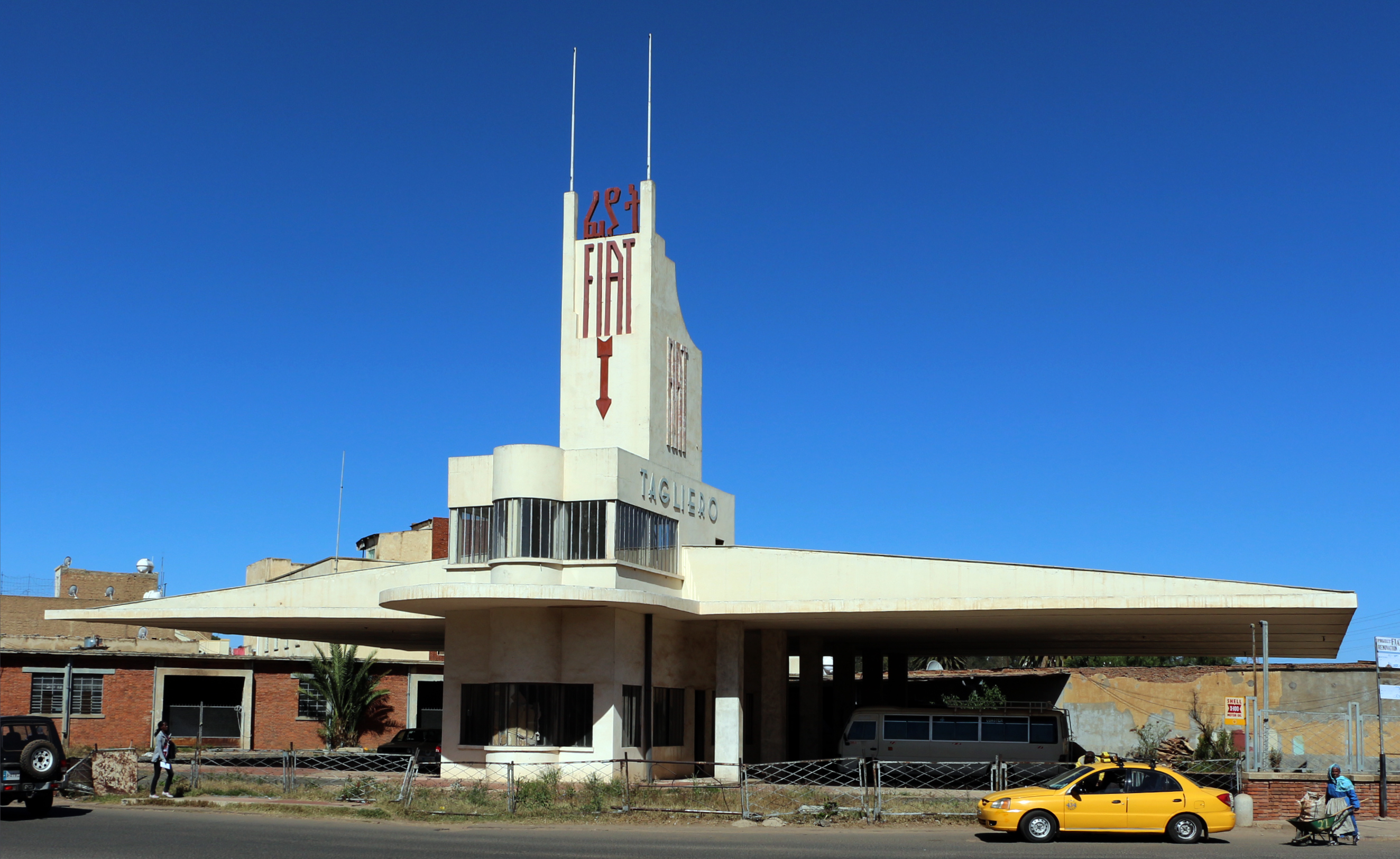
Edifício Fiat Tagliero

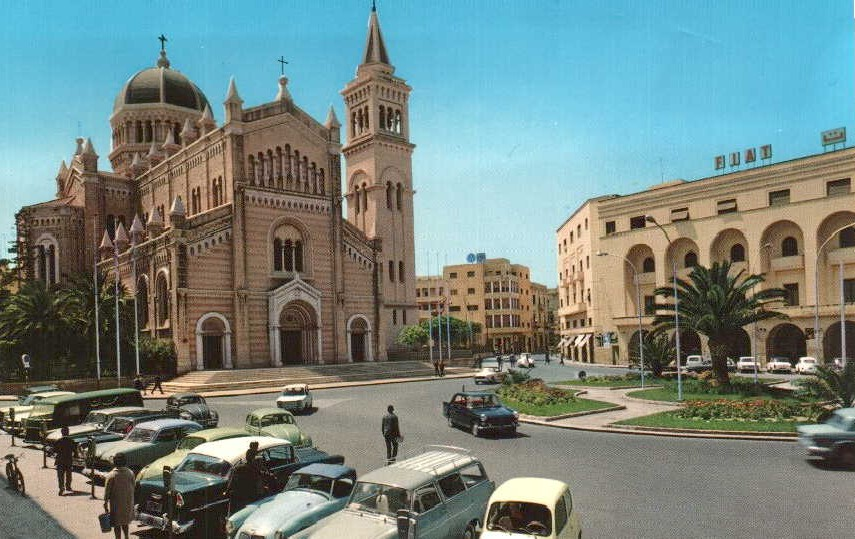
A Catedral de Trípoli nos anos 1960

Na sociedade italiana moderna os tópicos sobre a expansão colonial italiana foram largamente retirados da consciência coletiva italiana e permaneceu absente do discurso  público, como forma de negar o regime anterior, assim como os crimes cometidos. Nos círculos africanistas contudo, as instituições formadas na era colonial permaneceram ativas por décadas, cementando a memória coletiva. O Império Italiano teve influência direta na estruturação de suas colônias em elementos que sobrevivem aos dias atuais. Desde o nome Eritreia e Líbia, as fronteiras da Líbia e dos países do Chifre da África.
As relações entre os países após a queda do império e descolonização são complicadas e contrastantes de acordo com a época, regime político e país. Inicialmente, a maioria dos líderes das novas nações permitiram que os colonos italianos continuassem nos países como uma forma de fomentar o desenvolvimento econômico uma vez que os italianos detinham boa parte dos recursos econômicos. Com a instabilidade das antigas colônias entrando em guerras civis ou regimes autoritários, a maior parte dos colonos foram expulsos ou retornaram à Itália. No entanto a situação na Eritreia foi diferente, atualmente existem cerca de 100 mil eritreus com ascendência italiana
Apesar de animosidade inicial, a Itália estabeleceu relações especiais de cooperação com o ditador líbio Gaddafi, se tornando um dos maiores clientes dos recursos energéticos líbios, apoiando o regime em oposição ao resto do mundo ocidental. Durante a década de 1990, a Itália era o maior cliente do petróleo e gás líbio e um do maiores patrocinadores de ajuda para a Somália. A Itália foi um dos primeiros países a reconhecer a independência da Eritreia em 1991, logo estabelecendo relações diplomáticas e econômicas, em 2010 30% de todas as exportações eritreias foram para a Itália.
O pesado investimento italiano nos territórios dominados visando atrair colonos italianos e potencializar a economia deixou grande legado material. Asmara, a capital da Eritreia, ainda possui vários edifícios e obras do período colonial quando foi planejada, muitos dos quais icônicos como o Fiat Tagliero e o Cinema Impero Na Somália as várias estradas, hospitais, escolas, linhas ferroviárias, portos, pontes e os campos agrários foram herdados pela nascente República da Somália, ainda que parte da estrutura colonial tivesse sido desmantelada pela ocupação britânica. Posteriormente a guerra civil levou ao colapso da infraestrutura criada. Na Líbia ocorreu uma situação semelhante, sem no entanto ter a infraestrutura destruída em conflitos internos.
As ex-colônias italianas tinham poucos recursos minerais, ajudando pouco a metrópole, na verdade sendo um dreno financeiro que causou prejuízo. Após a descolonização a Itália pagou reparações de diversas formas às nações dominadas ou agredidas pelo Império Italiano pelos crimes e danos cometidos ao longo dos anos. O Tratado de Paz de 1947 estipulou que a Itália deveria pagar 25 milhões de dólares à Etiópia, com protestos de ambos os lados, os italianos argumentaram que os trabalhos públicos feitos compensavam os danos físicos e morais aos etíopes, enquanto os etíopes queriam que a compensação fosse maior. No final os etíopes aceitaram receber 16,3 milhões de dólares em compensação. O tratado também estipulou que a Itália deveria pagar em dólares (com inflação da época) 100 milhões à URSS, 5 milhões à Albânia, 105 milhões à Grécia e 125 milhões à Iugoslávia. Em 2008 a Itália pagou 5 bilhões de euros à Líbia por crimes cometidos durante a era colonial. Em 2005 a Itália retornou o Obelisco de Axum para a Etiópia depois de quase 60 anos em uma operação complexa que custou 6 milhões de euros.
A Itália permanece como destino de imigração de muitos líbios, eritreus, somalianos, etíopes e albaneses.

## Territórios do Império Italiano

Império Italiano na sua máxima extensão. Territórios conquistados antes da Segunda Guerra Mundial estão em vermelho, enquanto que os ocupados entre 1940-43 estão em rosa.

Dentre colônias, territórios, territórios ocupados (com intenção de anexação), protetorados, e estados fantoches:

### Europa
- Reino da Itália
  - Córsega (1942-1943)
  - Dalmácia (1941-1943)
  - Liubliana (1941-1943)
  - Nice e Savoia (1942-1943)
  - Maiorca (1936-1939)
  - Ilhas Italianas do Egeu no arquipélago do Dodecaneso (1912-1943)
- Reino da Albânia (protetorado e dependência italiana entre 1939-1943)
- Reino da Croácia (protetorado, 1941-1943)
- Estado Helênico (estado fantoche entre 1941-1943)
- Reino de Montenegro (território ocupado sob governo militar italiano, 1941-1943)
- Principado de Mônaco (estado fantoche entre 1942-1943)

### África
- Somália Italiana (parte da actual Somália) (1889-1960)
- Eritreia Italiana (1889-1941)

Após a anexação da Etiópia Italiana:
- África Oriental Italiana (AOI)
  - Governatorato Amara
  - Governatorato da Eritreia
  - Governatorato Harrar
  - Governatorato Galla-Sidamo
  - Governatorato Scioa
  - Governatorato da Somália
- África do Norte Italiana (Líbia Italiana) (1911-1943)
  - Cirenaica
  - Fezzan
  - Tripolitânia

### Ásia
- Concessão Italiana de Tientsin (1901-1943)
- Concessões da Itália na China

### Ambições não realizadas
A segunda tentativa de criar um vasto império colonial tinha como objetivo o controle de uma zona de território que fosse do mar Mediterrâneo ao golfo da Guiné. Ao mesmo tempo, se considerou obter a Angola de Portugal.
- Chade

O projeto nunca foi divulgado explicitamente mas foi estrategicamente claro durante as conversas do Tratado de Versalhes e causou atrito diplomático com a França. Para realizar esse projeto já tendo formalmente a possessão da Líbia, o corpo diplomático italiano pediu a obtenção da colônia alemã do Kamerun (ou o Togo) e visou obter como compensação pela participação na Primeira Guerra Mundial, a passagem da soberania do Chade da França para a Itália. O plano caiu por si quando a França obteve os Camarões, com a Itália obtendo apenas a Oltregiuba do Reino Unido (ao sul da atual Somália), a faixa de Auzu no sul da Líbia das colônias francesas.
- Angola

A Angola portuguesa também foi cobiçada pelos italianos que tentaram obtê-la no Tratado de Versalhes. Um programa alternativo de reivindicações coloniais italianas incluía a Angola (um pedido análogo foi feito pelo Congo Belga). De fato, o governo italiano em Paris declarava que Portugal tinha um império desproporcional com relação às suas dimensões, ao contrário da Itália, que se encontrava na situação oposta. Duas propostas avançaram:
- o reconhecimento por parte de Portugal à Itália de concessões agrícolas na Angola aos emigrantes italianos;
- Em caso de se privar Portugal de alguma das suas colônias, a Grã-Bretanha e a França reconheceriam o direito italiano a Angola.

Ao mesmo tempo, o governo italiano promoveu a constituição por parte dos 11 bancos italianos mais importantes uma Società Coloniale per l'Africa Occidentale ("Sociedade Italiana para a África Ocidental") para a gestão das concessões agrícolas na Angola. No entanto, esse projeto encontrou firme oposição por parte das autoridades portuguesas. A proposta italiana foi definida como absurda e repreendida pelo Reino Unido e França em defesa de Portugal, argumentando que as colônias portuguesas eram fruto de uma conquista secular por parte dos portugueses e que não havia alguma razão concreta para Portugal seja privado de qualquer colônia, sendo que o país também participou da Primeira Guerra Mundial ao lado dos Aliados.
- Geórgia

Em 1919, o rei da Itália Vítor Emanuel III, invocando um dos direitos italianos estabelecidos em favor das potências vitoriosas da Grande Guerra, no artigo n. 9 do Pacto de Londres, pedindo e obtendo de uma outra potência vencedora, o Império Britânico, através do bom ofício de David Lloyd George o envio a Geórgia um contingente de 85 mil homens sob as ordens do general Giuseppe Pennella, em apoio a independência do país do Império Russo e contra a Turquia. O governo orlando, pouco antes de cair, decidiu com decreto que a expedição italiana à Geórgia, estabelecendo os termos e as datas. Contudo o governo Nitti que lhe sucedeu, decide adiar os planos para não comprometer as relações da Itália com a União Soviética recém criada. Sucessivamente, Mussolini em 1941 buscou criar na Geórgia um protetorado italiano desfrutando das ligação entre as duas nações originado por Pennella em 1919.
- Iêmen

A já formada colônia da Eritreia, sob a administração do governador Jacopo Gasparini, buscou obter em 1926 um protetorado sobre o Iêmen e criar uma base para um império colonial na península Arábica. No entanto, Mussolini parou o projeto para não despertar a inimizade do Reino Unido. Isso deixou escapar a chance da Itália controlar uma interessante área petrolífera. Naqueles anos, Mussolini mantinha contato frequente com Winston Churchill por meio de cartas, que o convenceu a não apoiar o governador Gasparini.
- Europa central e Bálcãs

O regime fascista não se limitou a reivindicar o território que era habitado por séculos pelos italianos sob o regime da República de Veneza na Dalmácia, objetivo dos pais do Risorgimento no contexto do processo de unificação nacional, mas cultivou projetos imperialistas em territórios habitados por outras etnias visando anexar muitos de seus protetorados e estados fantoches à época da Segunda Guerra Mundial como a Albânia, grande parte da Eslovênia, Croácia, Bósnia e Herzegovina e Grécia; usando a antiga dominação romana como base das reclamações territoriais. O regime procurou estabelecer relacionamento de proteção do tipo patrono-cliente com a Áustria, Hungria, Romênia e Bulgária, negligenciando as tensões étnicas históricas entre a Hungria e a Romênia e que a Romênia antes estava sobre proteção francesa e depois de 1941, controlada pela Alemanha nazista pelas suas matérias primas.
- Malta

Malta esteve profundamente ligada à Sicília por laços religiosos, econômicos, políticos e culturais até o século XVIII, quando fazia parte do Reino da Sicília. Durante as Guerras Napoleônicas Malta foi ocupada pelos franceses e subsequentemente pelo Império Britânico.  Em 1880, o ítalo-maltês Fortunato Mizzi funda o Partido Anti-Reformista (Partit Anti-Riformista) para contrastar com as políticas do governo colonial britânica e a anglicização do judiciário e do sistema de ensino. Com a Unificação Italiana, Malta é vista como parte da Itália Irredenta e cresce o irredentismo italiano em Malta buscando a anexação com a Itália, sobretudo durante a Era Fascista no qual o governo fascista abre a Casa della redenzione maltese ("Casa da Redenção Maltesa") em Roma. Em 1934 o idioma italiano foi retirado da lista de idiomas oficiais da colônia e em 1940 foram deportados 49 irredentistas para a Uganda. Com a entrada da Itália na Segunda Guerra Mundial, a Regia Aeronautica e a Luftwaffe realizaram mais de três mil bombardeios contra as ilhas buscando a sua submissão e subsequente anexação. Com as baixas e a destruição; o irredentismo italiano perdeu força e a guerra acabou sem que a Itália tomasse posse de Malta.

## Cultura

### Canções a respeito do Império Italiano

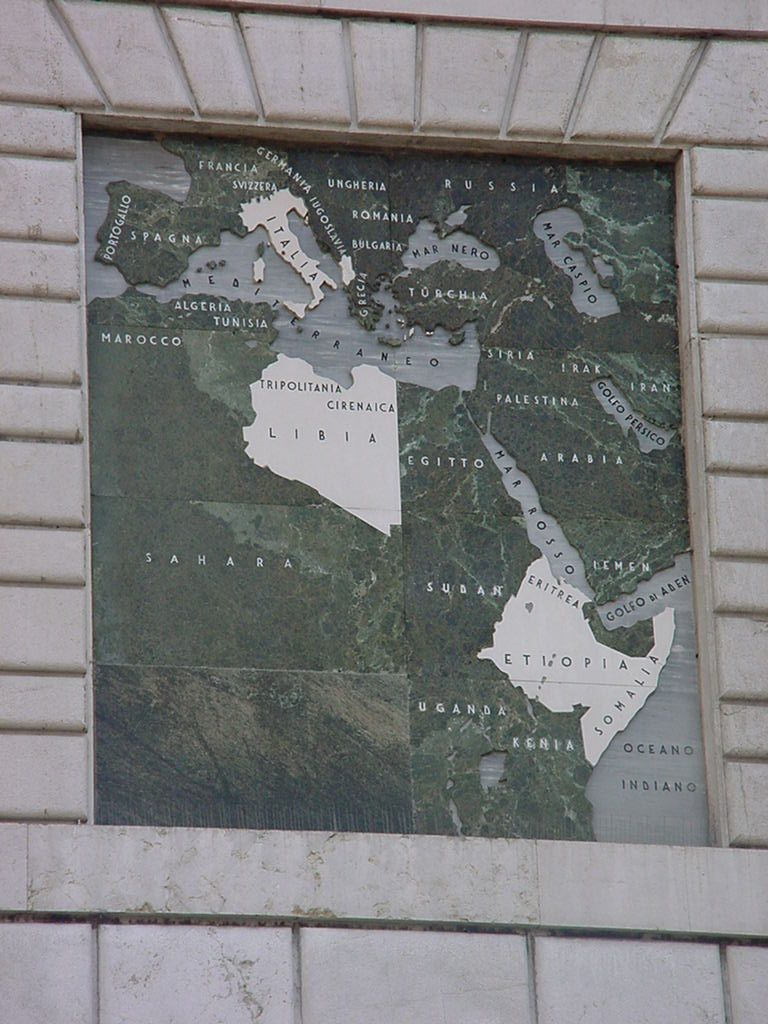
Mapa do império na Piazza delle Erbe (Padova)

As guerras coloniais precisavam de apoio da população. Para tal propósito foram lançadas várias músicas com o intuito de propaganda, que quase sempre transformavam as guerras de conquistas em guerras de liberação.
- Tripoli bel suol d'amore
- Africanella
- Carovane del Tigrai
- Sul lago Tana
- Ti saluto, vado in Abissinia
- Faccetta nera
- Adua
- Canzone d'Africa
- Ritorna il legionario
- In Africa si va
- L'Abissino vincerai
- C'era una volta il Negus
- Povero Selassiè
- Africanina
- Africa nostra
- Amba Alagi
- Avanti Italia
- Cantate dei legionari
- Canto dei volontari
- Etiopia
- Marcia delle Legioni
- O morettina

## Economia

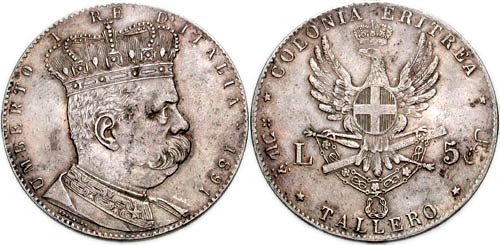
Moedas de 1 Tallero de 1891 da Eritreia italiana.

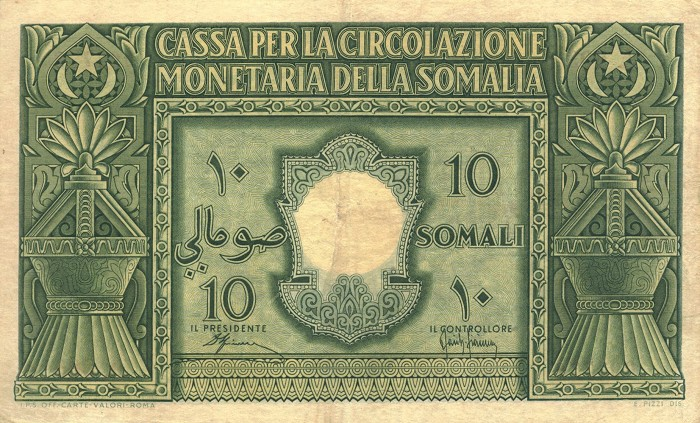
Uma cédula de 10 "Somali" de 1950 usado no mandato italiano da Somália.

O império gerado logo após a Unificação Italiana apresentou várias dificuldades econômicas nas primeiras décadas de vida. Mesmo na metrópole europeia a economia tinha uma participação desproporcional da agricultura, o PIB per capita era cerca de metade do britânico e 25% menor do que o alemão e francês, o país não tinha grandes depósitos de carvão e ferro. e a maioria da população era iletrada. Na década de 1880, uma severa crise levou a introdução de técnicas agrárias mais modernas no Vale do Pó. Entre 1878 e 1887 políticas protecionistas foram introduzidas para estabelecer uma base na indústria pesada. Turim e Milão lideraram a indústria têxtil, química, engenharia e a explosão bancária; Gênova se estabeleceu na indústria naval militar e civil.
O império emergiu da Primeira Guerra Mundial em uma posição enfraquecida. Entre 1922 e 1925, os fascistas conduziram uma política majoritariamente liberal: inicialmente reduziram os impostos, regulações e restrições de comércio como um todo. No entanto, uma vez firmado no poder, Mussolini começou uma política mais intervencionista por parte do estado italiano. A escassez de recursos industriais foi rebatida com desenvolvimento intenso dos recursos domésticos disponíveis e políticas comerciais agressivas buscando acordos por matérias primas ou estratégias de colonização. Buscando promover o comércio, Mussolini pressionou o parlamento a ratificar o "Acordo político e econômico ítalo-soviético" em 1923, reconhecimento da URSS em 1924 (o primeiro país o ocidental a fazê-lo) e o Pacto Ítalo-soviético em 1933, fazendo do império um dos principais parceiros comerciais da URSS; comerciando recursos naturais soviéticos por assistência técnica italiana, incluindo em áreas como tecnologia naval, aviação e automobilística.
A economia das colônias era pobre e atrasada, as primeiras colônias não ajudaram muito a metrópole com recursos minerais e foram na verdade um dreno financeiro à Itália, só a Etiópia oferecia bons recursos, no entanto a perda rápida poucos anos após a conquista impediram que a mantivesse o território por tempo o suficiente para que seus investimentos tivessem lucro. A Eritreia e a Somália não ofereciam boas oportunidades aos europeus de levarem vidas decentes, a Líbia que também era pobre, ainda não era totalmente controlada pelos italianos. O número de migrantes italianos residentes era pequeno e composto basicamente de homens jovens empregados em algumas empresas comerciais e serviço civil. A Eritreia possuía uma sociedade colonial diferente das colônias de exploração comum habitadas em geral por militares, donos de plantações e serventes civis; a colônia italiana por sua vez possuía como colonistas italianos alfaiates, sapateiros, balconistas, mineradores, fazendeiros, comerciantes, mecânicos, trabalhadores qualificados com alguns representantes de advogados, engenheiros, médicos e farmacêuticos. O governo colonial providenciava a repatriação para italianos pobres sem meios de se sustentar na colônia.
Na Somália, os italianos estabeleceram a base para a agricultura orientada a exportação e sistemas de irrigação em 1919 com a chegada do príncipe Luís Amadeu de Saboia. O Vale do Shebelle foi escolhido como lugar de implantação das plantações devido a presença do rio Shebelle que fornecia água para os sistemas de irrigação, produzindo algodão, bananas e cana-de-açúcar. As exportações de banana para a Itália começaram em 1927 e se tornarão o principal produto somaliano em 1929 quando o mercado mundial do algodão colapsou. A competição com as bananas das ilhas Canárias fez com que a Itália adotasse taxas sobre as bananas não somalianas. Todo o comércio de banana estava sob monopólio da empresa estatal real Regia Azienda Monopolio Banane (RAMB). O algodão demonstrou menos resultados, em 1929 1400 toneladas de algodão foram exportadas para a metrópole, caindo para 400 toneladas em 1937. A cana-de-açúcar obteve mais sucesso e era destinada ao consumo da colônia, sendo organizada sob o monopólio da Società Agricola Italo-Somala (SAIS, "Sociedade Agrícola ítalo-Somaliana") com sede em Gênova. Os somalianos nessa época se tornaram funcionários civis, pequenos comerciantes, soldados, professores e proprietários de pequenos negócios. Mesmo com os incentivos da era fascista, os produtos da Somália italiana nunca se tornaram competitivos internacionalmente.
Em 1929, a Grande Depressão atingiu duramente a Itália. Tentando lidar com a crise, o governo fascista nacionalizou os ativos dos grandes bancos que asseguraram significantes seguranças industriais. Algumas entidades mistas foram formadas, com objetivos de aproximação dos entes do governo e dos negócios. Esses representantes discutiam políticas econômicas e manipulavam preços e salários para satisfazer tanto ao governo como aos negócios. Esse modelo econômico foi nomeado de corporativismo. Por volta de 1939, a Itália tinha a maior porcentagem de empresas estatais depois da União Soviética. A Invasão da Abissínia e consequente embargos econômicas da Liga das Nações pouco afetaram a economia italiana, principalmente por não afetar matérias estratégicas como carvão, aço e petróleo.
Em 1938, com base no livro de Mark Harrison, o PIB do Império Italiano era estimado em 143,8 bilhões de dólares internacionais de 1990 (GK$); com a vasta maioria vindo da metrópole europeia com GK$ 140,8 bilhões, enquanto que as colônias representavam apenas GK$ 2,6 bilhões; sendo a menor economia dentre as grandes potências na véspera da guerra. O PIB per capita estimado para a metrópole são de GK$ 3 244 e GK$ 304 para as colônias. Em comparação, estima-se em bilhões que o Japão metropolitano à época tivesse PIB de GK$ 169,4, a França metropolitana GK$ 185,6, o Reino Unido (sem  a atual Irlanda) GK$ 284,2, a Alemanha Nazista (com a Áustria) GK$ 375,6, URSS GK$ 359, China (excluindo a Manchúria) GK$ 320,5 e os EUA GK$ 800.
Por fim, o envolvimento na Segunda Guerra Mundial como um membro do Eixo transformou a economia italiana em uma economia de guerra. Isso colocou o modelo corporativista em tensão severa; a guerra não estava produzindo bons resultados para a Itália e se tornou cada vez mais difícil para o governo persuadir os líderes de negócio a financiar o que eles viam como um desastre militar. A Invasão Aliada da Itália em 1943 causou o rápido colapso da estrutura política e econômica. Ao fim da guerra a economia italiana estava destruída; a renda per capita em 1944 estava no seu mais baixo ponto desde o início do século XX. Com a perda das colônias, também chegou ao fim a economia colonial artificial sustentada pelo estado fascista levando ao colapso econômico das colônias e o retorno de milhares de colonistas à Itália metropolitana. A maioria dos que retornaram a Europa vieram depois de 1936 estimulados pela política fascista; os que migraram antes em geral tinham ocupações mais estáveis e capazes de sobreviver ao mercado, assim outras dezenas de milhares continuaram nas antigas colônias e continuaram proeminentes na vida econômica dos novos países juntamente com as elites locais; ajudando a expandir a economia de mercado, quebrando restrições feudais e monopólios. Essa presença italiana e das antigas aristocracias locais só seria com o advento de novos regimes nacionalistas na Líbia com Kadafi e na Etiópia. Na Somália que continuou como mandato da Itália até 1960, o cultivo de algodão colapsou como produto de exportação com o fim dos incentivos da metrópole, o de banana foi reorganizado sob a RAMB que se tornou a Azienda Monopolio Banane (AMB) enquanto que o cultivo de cana-de-açúcar obteve sucesso; em 1950 a produção foi de 4 mil toneladas responsável por 80% do consumo e em 1957 aumentou para 11 mil toneladas, fornecendo toda a cana necessária para a Somália. As exportações de produtos das plantações foram responsáveis por 59% das exportações somalianas em 1957.

## Símbolos e emblemas do império colonial

Bandeira do Reino da Itália e do Império Italiano
Bandeira dos governadores das colônias
O tricolor italiano usado no Protetorado da Somalilândia
Emblema da África Oriental Italiana

Emblema da  Eritreia Italiana
Emblema da Líbia Italiana
Emblema da Somália Italiana
Emblema utilizado pelo Protetorado da Somalilândia